# Жиров, Дмитрий Иванович
Дмитрий Иванович Жиров (1807—1886) — генерал-адъютант, генерал от кавалерии.

## Биография
Дмитрий Жиров родился 26 сентября 1807 года в семье обер-офицера Войска Донского Ивана Ивановича Жирова, позже героя Французской кампании. В Российском государственном историческом архиве хранится дворянское дело Жировых (Оп. 21. Д. 2090, 2091; Оп. 51. Д. 619. Л. 140, 295 об., 371 об., 449 об.).
Воспитывался в Московском университетском пансионе, где состоял пансионером императора Александра I. В 1827 г. поступил на военную службу казаком в Донское войско, с правами действительного студента, и 15 января следующего года был произведён в хорунжие. В списках офицеров — Жиров 2-й. Во время Русско-турецкой войны 1828—1829 гг. находился в действующей армии, в первый период — в казачьем полку полковника Попова, а во второй — в Атаманском Его Высочества Наследника Цесаревича. Неоднократно участвовал в сражениях с турками, в том числе под крепостью Журжей.
В 1831 году участвовал в усмирении Польского влсстания и почти в продолжение всей кампании находился в авангарде. За отличие получил орден св. Анны 4-й степени с надписью «За храбрость» и знак отличия за военное достоинство 4-й степени.
Продолжая до конца 1855 г. службу в Атаманском полку, получил последовательно все чины до полковника включительно, был назначен командиром Донского казачьего № 64 полка, а менее чем через год — командиром Лейб-гвардии Атаманского полка.
12 апреля 1859 года Жиров был произведён в генерал-майоры и 8 сентября того же года назначен в свиту Его Величества. 1 января 1866 г. получил чин генерал-лейтенанта и зачислен в войско Донское. 20 апреля 1875 г. пожалован в генерал-адъютанты. В генералы от кавалерии был произведён 15 мая 1883 г. в день коронации Александра ІІІ.
Дмитрий Иванович Жиров умер 9 ноября 1886 года.

## Награды
- Орден св. Владимира 2-й степени (1878)
- Орден св. Анны 1-й степени (1872)
- Орден св. Станислава 1-й степени (1864)
- Орден св. Анны 4-й степени с надписью «За храбрость» (1831)
- Знак отличия за военное достоинство 4-й степени (1831)